# Centaurea pseudomagocsyana
Centaurea pseudomagocsyana — вид квіткових рослин родини айстрових (Asteraceae). Ендемік Румунії.